# This Is Just To Say
This Is Just To Say est un poème en vers libres - trois strophes de 28 mots - de William Carlos Williams écrit en 1934, comme s’il s’agissait d’une note laissée sur la table de la cuisine, ou bien encore de quelques mots accrochées avec un magnet (aimant) sur le frigo de celle-ci.

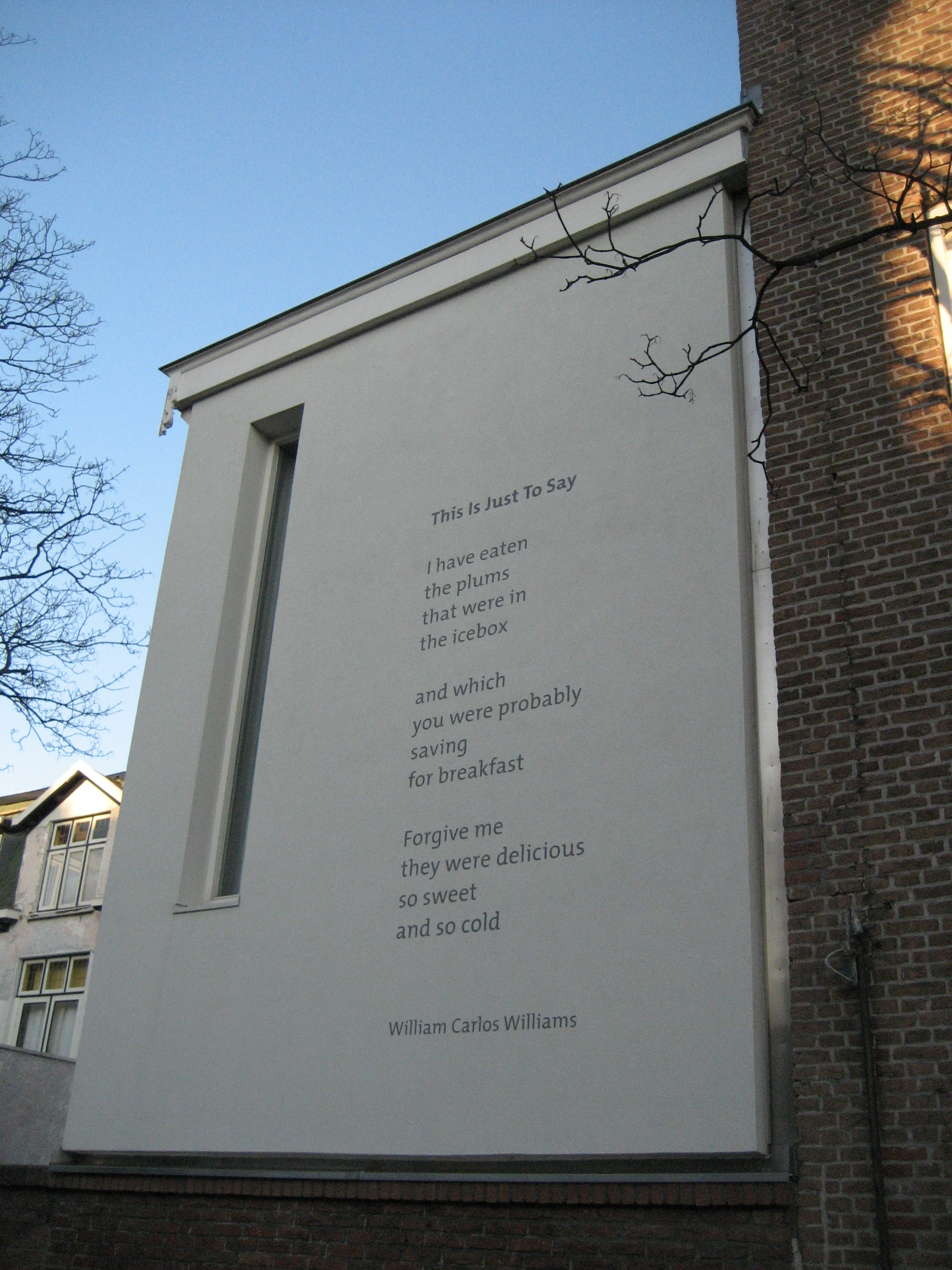
This Is Just To Say (poème mural à La Haye)

Cette forme simple et anodine agit comme une image ; le poète sait et parle, s'adressant à une femme. C'est une forme que Williams avait utilisé ainsi et dans une forme éclatante dans son poème le plus célèbre, « La Brouette rouge ». Le poète s'inspire de l'imagisme, de l'objectivisme, ainsi que de dada pour ces deux poèmes évoqués ici.
Dans le texte en anglais américain, le poème donne aussi lieu, malgré sa forme apparemment très simple, à un jeu sur les rythmes du vers. Des longueurs métriques variables sont là, parfois repérables : « Plums » s'étirant et chutant dans « icebox » (grave puis aïgu-grave-bas) ; les deux dernières strophes où « breakfast » , « cold » assonent  avec « icebox » et encore « So sweet » et « so cold » soulignant le plaisir qui fut désir, finalement.

## Réemploi dans la culture populaire
Le poème est lu dans le film Paterson de Jim Jarmusch (2016).

## Source
Le poème sur www.poetryfoundation.org